# Johan Abma
Johan Abma (Sneek, 5 maggio 1969) è un ex calciatore olandese, di ruolo difensore.

## Carriera
Ha trascorso tutta la carriera con il Cambuur, con cui ha disputato 15 campionati (4 di Eredivisie, con 115 presenze e 4 reti, e 11 di Eerste Divisie).
Con 452 presenze complessive in gare di campionato, è il calciatore più presente nella storia della formazione di Leeuwarden.